# 中國工程師學會
中國工程師學會，總會现位於台北市仁愛路二段一號厚生大樓三樓，是中华民国歷史最悠久的工程學術團體。

## 历史

### 中华工程师学会
中国近代工程亊业始于1860年代起的洋务运动。随着工程亊业的开展，中国国内陆续开设路矿学堂、高等实业学堂、兵工学堂等专门培养工程技术人才的学堂。自1872年起，清政府先后派出120名留美幼童到美国学习，回国后其中许多人成为近代中国矿务、铁路、电报、海防等方面的首批工程技术人才，詹天佑等人便是杰出代表。此后更多留学归国人员投身铁路等工程技术事业。他们和中国国内培养的工程技术人才逐渐在工程建设中成长起来。在清末铁路建设过程中，中国工程师们感到成立工程学会的必要，但因缺乏人才和学术研究水平不足而未果。中华民国成立后，南京临时政府设实业部，颁布保护工商业的法令及政策，鼓励兴办实业，工程师成为国家急需的人才。
民国元年（1912年），三个同类的工程师团体先后成立。先是詹天佑主持修建粤汉铁路和主持商办粤路公司时，在广州“约集同志，创立广东中华工程师会”，并任会长。随后是颜德庆、吴健等人在上海成立“中华工学会， 一切会章悉仿欧美，资格限制颇严”，颜德庆、吴健分任正、副会长。徐文炯（徐士远）等人利用“各铁路工程同人，因各路工程暂停，多集上海”的机会，成立“路工同人共济会，广蓄兼收”，徐文炯任会长。后两个团体都推举詹天佑为名誉会长，起初后两个团体不知道詹天佑在广东发起成立了中华工程师会。因为三会“所抱宗旨，均欲求工程学术之发达，与工程人才之集中，以互助精神，为国家社会服务”，而且当时工程专业技术人才很少，于是有人提议三会合并组成统一的工程师会。三会各自征求本会会员意见，均获得一致赞成。新会命名为“中华工程师会”，原三会会员均作为新会的发起会员，拟定会章三十条，规定宗旨为“一在规定营造制度，二在发展工程亊业， 三在力阐工程学术”，并规定办法五则“一为出版以输学术，二为集会以通情意，三为试验以资实际，四为调查以广见闻，五为藏书以备参考”。三会会长公呈教育部、交通部、农林部、工商部、陆军部、海军部，新会先后获准予立案。
1913年2月1日，在汉口开会议决，暂以汉口为总会地点。1913年8月17日，在汉口召集原三会会员举行大会，正式成立“中华工程师会”，选举詹天佑为会长，颜德庆、徐文炯为副会长，周良钦等20人为理亊。三会合并后，除了退会和病逝者外，新会共有新发起会员148人。中华工程师会按照欧美工程学会的模式组织，制订了会章，设会长、副会长、总干亊、会计员和理亊，每年召开一次常年大会，年终出版会务报告一册（自1914年起，将年终出版的会务报告改为《中华工程师会会报》月刊，1915年7月学会更名后，月刊更名为《中华工程师学会会报》）。
1914年11月，中华工程师会在汉口召开第二届常年大会，虽然詹天佑要求不再连任，但经大会议决，詹天佑再次高票当选为会长，吴健、陈榥为副会长，颜德庆等20人为理亊，赵世瑄为总干事。因为按照中华工程师学会章程规定“会长等职务任期只能一年”，但詹天佑仍被推为会长，所以詹天佑只好要求在修改会章时，增加会长选举连任以一次为限的条款。1915年2月，中华工程师会第一个分会在北京成立，华南圭当选为总干亊。1915年7月，考虑到中华工程师会“与普通集会不同，且全无政治性质，工程师会名义太泛，恐滋误会”，乃更名为“中华工程师学会”。同时修改会章，取消了发起会员，归并了正、副会员。同年9月，学会第三届常年大会举行，詹天佑再次当选会长，但他坚辞不就，后因为赞成挽留者居多，并经职员会表决通过，詹天佑才答应连任会长。
学会成立初期，因会长詹天佑及多数会员都工作在武汉，所以将总会亊务所暂设在汉口。后会员分散到各地，在武汉的会员已经不多。1916年7月，学会议决将总会亊务所迁到北京，租赁北京南河沿石达子庙欧美同学会亊务所内的东房为临时办公场所。同年10月，中华工程师学会在北京召开第四届常年大会，詹天佑因汉粤川路事忙而未到会，但仍高票当选会长，因他事先发公告请求不再连任，大会乃另选沈琪为会长，陈西林、邝景阳为副会长，推举张謇为名誉会长，胡仁源等20人为理亊，华南圭为总干亊。同月，大总统黎元洪赐题匾额“以饬五材”。1917年2月，学会募款购买了北京西单牌楼报子街76号地基建会所，1918年7月竣工迁入（该会所现仍存，位于北京市西城区复兴门内大街4号华能大厦北侧）。1917年10月，学会在北京召开第五届常年大会，詹天佑再次最高票当选会长，邝景阳、陈西林任副会长，张謇、叶恭绰为名誉会长，赵世瑄等20人为理亊，华南圭继续任总干亊。1918年10月，学会第六届常年大会举行，詹天佑再次当选会长，邝景阳、华南圭为副会长，张謇、叶恭绰为名誉会长，俞人凤等30人为理亊，唐在贤为总干亊。在詹天佑主持学会的最后两年内，发动会员捐赠图书和模型，以推动学术交流与研究；向政府上书提倡奖励学会；向社会各界请求捐助，凡赞助工程师学会者均被接纳为会友。1919年2月，北京政府交通部和农商部会衔呈大总统，提交《提倡工程师学会办法》，指令中华工程师学会为实业咨询机关，两部各捐1000元（银元，下同）为会务经费。
自1913年至1927年，在大多数年份该会都举行了常年大会。1924年因战乱中断交通而未能举办年会，乃于1925年3月召开理亊会，代年会完成选举。1926年因时局和交通问题而未能举办年会。1927年因时局问题而将年会改为春宴。此后因时局变化导致会务停滞，再未召开年会，直到1931年该会同中国工程学会合并时才在南京举办联合年会。该会历届常年大会如下：
| 届次     | 举办时间   | 举办地点 | 主要议题                             |
| -------- | ---------- | -------- | ------------------------------------ |
| 第一届   | 1913年8月  | 汉口     | 召开成立大会，制订简章               |
| 第二届   | 1914年11月 | 汉口     | 设广东分会，修改会章，出版工程学图书 |
| 第三届   | 1915年9月  | 汉口     | 催缴会费，《会报》征稿               |
| 第四届   | 1916年10月 | 北京     | 大总统黎元洪题词                     |
| 第五届   | 1917年10月 | 北京     | 推选名誉会长，修建会所               |
| 第六届   | 1918年10月 | 北京     | 修改会章，增设会计、干事、编辑主任   |
| 第七届   | 1919年10月 | 北京     | 讨论《会报》出版、詹天佑征文         |
| 第八届   | 1920年10月 | 北京     | 修改会章（选举办法、会员资格）       |
| 第九届   | 1921年11月 | 北京     | 克拉克演讲                           |
| 第十届   | 1922年10月 | 北京     | 詹天佑铜像揭幕，募集基金，组织参观   |
| 第十一届 | 1923年10月 | 天津     | 翁文灏演讲，修改会章                 |
| 第十二届 | 1925年3月  | 北京     | 讨论赴日参观团亊宜                   |
| 第十三届 | 1927年5月  | 北京     | 仅选举职员                           |

1923年以前，会员人数一直在上升，从1913年的148人上升到1923年的537人，1924年降至505人。1931年与中国工程学会合并时，中华工程师学会会员共499人。1919年4月詹天佑逝世，学会发展因此受到很大影响，学会活动减少。1920年以后，学会邀请美国桥梁工程师华特尔、机械工程师克拉克做学术演讲，学会加入了中美工业教育联合委员会，还和在美国的中国工程学会代表共同出席了七国工程会议和世界动力协会。1922年，学会设立土木、建筑、机械、电机、矿冶、兵工、造船、应用化学、航空这九种学科的干亊，但学会一直没有设立专门委员会。

### 中国工程学会
1918年3月，在美国学习工程技术的中国留学生组成“中国工程学会”，陈体诚当选为会长。嗣後以會員逐渐回國，且國內入會會員增加，乃將總會迁至上海，並在上海、北京、天津等地組織分會。1923年在上海举办了國內第一次年會，当时會員已增至350多人，至1930年增至1500多人。中国工程学会发展迅猛，自1925年以后取代了中华工程师学会在中国国内的地位。
中国工程学会的历届年会有：
| 届次     | 举办时间  | 举办地点             | 主要议题                                                                            | 会长、副会长             | 年会筹备委员长 | 备注                   |
| -------- | --------- | -------------------- | ----------------------------------------------------------------------------------- | ------------------------ | -------------- | ---------------------- |
| 第一届   | 1918年8月 | 康奈尔大学           | 出版第一期会刊                                                                      | 会长陈体诚、副会长张贻志 |                | 与中国科学社联合举行   |
| 第二届   | 1919年9月 | 伦色利尔大学         | 与中国科学社联合出版会报                                                            | 会长陈体诚、副会长吴承洛 | 侯德榜         | 与中国科学社联合举行   |
| 第三届   | 1920年8月 | 普雷斯顿大学         | 讨论改组问题，在国内设总会，在欧美设分会                                            | 会长陈体诚、副会长吴承洛 | 周琦           |                        |
| 第四届   | 1921年9月 | 康诺的克脱省湖村学校 | 增设职业调查和藏书各股，会后在国内设上海、北京、天津支部                            | 会长吴承洛、副会长刘锡祺 | 杨承训         | 与中国科学社联合举行   |
| 第五届   | 1922年9月 | 康奈尔大学           |                                                                                     | 会长吴承洛、副会长刘锡祺 | 李熙谋         | 与中国科学社联合举行   |
| 第六届   | 1923年7月 | 上海                 | 修改会章                                                                            | 会长周明衡、副会长刘锡祺 | 周明衡         |                        |
| 第七届   | 1924年7月 | 上海                 | 商定各职员须同在一处便于办事                                                        | 会长徐佩璜、副会长凌鸿勋 |                |                        |
| 第八届   | 1925年9月 | 杭州                 | 统一中国工程名词，中国工人与工业前途，开办《工程》杂志（月刊？季刊？1925.3 上海？） | 会长徐佩璜、副会长凌鸿勋 | 钱昌祚         | 年会专题：工程讨论会   |
| 第九届   | 1926年8月 | 北京                 |                                                                                     | 会长李垕身、副会长薛次莘 | 茅以昇         | 年会专题：工程教育问题 |
| 第十届   | 1927年9月 | 上海                 |                                                                                     | 会长徐佩璜、副会长薛次莘 |                |                        |
| 第十一届 | 1928年8月 | 南京                 |                                                                                     | 会长徐佩璜、副会长周琦   | 吴承洛         | 年会专题：城市建设问题 |
| 第十二届 | 1929年8月 | 青岛                 | 分组宣读论文                                                                        | 会长胡庶华、副会长徐恩曾 | 王节尧         |                        |
| 第十三届 | 1930年8月 | 沈阳                 | 讨论与中华工程师学会合并                                                            | 会长胡庶华、副会长徐恩曾 | 张润田         |                        |

### 合併為中国工程师学会
1925年至1929年间，中华工程师学会、中国工程学会多次提出將兩會合併。1930年春，胡庶华、华南圭、凌鸿勋、夏光宇、徐佩璜、韦以黼、唐在贤、薛次莘、王绳善九人具名提出两会合并建议书。1931年3月，中华工程师学会推举韦以黼、夏光宇为代表，中国工程学会推举徐恩曾、张延祥（后改为恽震）为代表，经6个月讨论决定两会合并，並擬定新會章草案。1931年8月26日，中华工程师学会、中国工程学会在南京举办两会联合年会，通過合併方案，决定两会合并成立“中国工程师学会”，以民國元年（1912年）作為本學會創始年，設總會於南京（起初暂在上海办公），合併時會員共2169人。此後每年選定地點召開年會。
1937年抗日战争全面爆发后，国民政府內遷，會務一度停頓。1938年10月，在重慶举行臨時大會，將總會迁至重慶，在大後方重要城市組織分會，並曾在昆明、成都、貴陽、蘭州、桂林、重慶等地召開年會。
1945年抗日战争勝利，国民政府還都南京，總會也在南京恢復，並曾在南京及臺北召開年會。1949年，在第二次国共内战中，中华民国政府撤离南京、上海，總會幹事人員未撤走，以致總會全部財產、基金以及檔案紀錄、會員登記卡等皆散失，會務停頓。
对于中国工程师学会在大陆结束的时间，学者钟少华认为“南京解放后，中国工程师学会停止活动”。但《上海科学技术志》（1996年版）却认为结束时间是1950年7月。上海市档案馆藏《中华全国自然科学专门学会联合会上海分会关于接收中国工程师学会结束报告及上海市人委批复》也显示1950年后中国工程师学会才结束活动。因此1950年可作为中国工程师学会在大陆结束的时间。1950年，根据在北京召开的中华全国第一次自然科学工作者代表会议的精神，中国工程师学会及上海分会均告解散。1954年5月，中华全国自然科学专门学会联合会上海分会完成了对中国工程师学会遗留物资、钱款的接收。中国土木工程学会以中国工程师学会作为其前身。
1945年台灣光復後，中国工程师学会旋即在台灣成立分會。中华民国政府遷台後，自中国大陆各地來台灣的该會會員決議，將總會遷台改選。1951年3月，中國工程師學會總會正式在台灣復會。除每年举办年會及开展學術活動外，还定期發行會刊、會報及其他有關工程學術方面的图书和刊物，會務持續發展。
1965年，為紀念國父孙中山百年誕辰，經學會第29屆理監事暨執行部第7次及第8次聯席會議討論決議，對光復後的臺灣省或金門、馬祖工程建設實際工作有卓著貢獻者，或從事技術研究及工程教育有重要成就者，由學會組織審查小組委員會就各方推薦的候選人依章審定，並提經學會第29屆理監事暨執行部第12次聯席會議決議，以會員丁道炎等138人符合頒獎簡則規定，於1965年11月第30屆年會時頒贈“國父百年誕辰工程建設紀念獎狀”。
中華民國50年（1961年）、60年（1971年）、70年（1981年）、80年（1991年），每屆滿10年時，學會均編印紀念特刊，且各該年年會合併擴大舉办慶祝大會。會員註冊人數一直約为兩三千人。每年年會都有中华民国府院級長官致訓。自1966年起，學會每两年與美洲中國工程師學會在臺北共同舉辦近代工程技術討論會。自1980年起，每年該學會的總會與日本分會共同舉辦中日工程技術研討會，自2009年起改為每两年舉辦一次。
到2010年代中期，該學會個人會員已达萬餘人，遍及海內外，涵蓋學術界、產業界、研究機構、政府機關各領域專業人士；團體會員86單位。在台中、高雄、花蓮、新竹設有分會；國外另設有日本分會、美洲中國工程師學會及歐洲分會。該學會还在台湾的16所大學設有學生分會。

## 歷屆理事長
| 中华工程师学会 - 詹天佑（第1-3届，1913-1915年） - 沈琪（第4届，1916年） - 詹天佑（第5-6届，1917-1918年） - 沈琪（第7-9届，1919年-1921年） - 颜德庆（第10-11届，1922-1923年） - 邝孙谋（第12-13届，1925-1927年） | 中国工程学会 - 陈体诚（第1-3届，1918-1920年） - 吴承洛（第4-5届，1921-1922年） - 周明衡（第6届，1923年） - 徐佩璜（第7-8届，1924-1925年） - 李垕身（第9届，1926年） - 徐佩璜（第10-11届，1927-1928年） - 胡庶华（第12-13届，1929-1930年） |

中國工程師學會
- 韋以黻（第1屆，1931年）
- 顏德慶（第2屆，1932年）
- 薩福均（第3屆，1933年）
- 徐佩璜（第4屆，1934年）
- 顏德慶（第5屆，1935年）
- 曾養甫（第6-7屆，1936年、1939年）
- 陳立夫（第8屆，1940年）
- 凌鴻勛（第9屆，1940年）
- 翁文灝（第10-11屆，1942年-1943年）
- 曾養甫（第12-13屆，1944年-1948年）
- 茅以昇（第14屆，1948年）
- 沈怡（第15屆，1949年）
- 凌鴻勛（第16屆，1951年）
- 楊繼曾（第17屆，1953年）
- 侯家源（第18屆，1954年）
- 莫橫（第19屆，1955年）
- 金開英（第20屆，1956年）
- 楊家瑜（第21屆，1957年）
- 錢昌祚（第22屆，1958年）
- 梅貽琦（第23屆，1959年）
- 雷寶華（第24屆，1960年）
- 黃煇（第25屆，1961年）
- 沈怡（第26屆，1962年）
- 袁夢鴻（第27屆，1963年）
- 李熙謀（第28屆，1964年）
- 李國鼎（第29屆，1965年）
- 閻振興（第30屆，1966年）
- 林挺生（第31屆，1967年）
- 陶聲洋（第32屆，1968年）
- 孫運璿（第33屆，1969年）
- 嚴慶齡（第34屆，1970年）
- 張繼正（第35屆，1971年）
- 陳蘭皋（第36屆，1972年）
- 羅雲平（第37屆，1973年）
- 費驊（第38屆，1974年）
- 方賢齊（第39屆，1975年）
- 張光世（第40屆，1976年）
- 王章清（第41屆，1977年）
- 嚴孝章（第42屆，1978年）
- 朱書麟（第43-44屆，1979-1980年）
- 張明哲（第45-46屆，1981-1982年）
- 趙耀東（第47屆，1983年）
- 虞兆中（第48屆，1984年）
- 李達海（第49屆，1985年）
- 陳履安（第50屆，1986年）
- 王國琦（第51屆，1987年）
- 陳耀生（第52屆，1988年）
- 夏漢民（第53屆，1989年）
- 郭南宏（第54屆，1990年）
- 簡又新（第55屆，1991年）
- 陳豫（第56屆，1992年）
- 張斯敏（第57屆，1993年）
- 曾元一（第58屆，1994年）
- 石中光（第59屆，1995-1996年）
- 歐晉德（第60屆，1997-1998年）
- 史欽泰（第61屆，1999-2000年）
- 王鍾渝（第62屆，2001-2002年）
- 沈景鵬（第63屆，2003-2004年）
- 余俊彥（第64屆，2005-2006年）
- 江耀宗（第65屆，2007-2008年）
- 呂學錦（第66屆，2009-2010年）
- 林俊華（第67屆，2011-2012年）
- 陳振川（第68屆，2013-2014年）
- 李建中 (工程師)（第69屆，2015-2016年）
- 邱琳濱（第70屆，2017-2018年）
- 廖慶榮（第71屆）[11]